# Dar'ja Kozyreva
Dar'ja Aleksandrovna Kozyreva (in russo  Дарья Александровна Козырева?, trasl. anglosassone: Daria Kozyreva; San Pietroburgo, 7 ottobre 2005) è un'attivista russa, impegnata politicamente contro l'invasione dell'Ucraina, e una dei più giovani prigionieri di coscienza in Russia secondo Amnesty International, essendo stata arrestata la prima volta a 17 anni nel 2022. È stato condannata a 2 anni e 8 mesi di reclusione per "discredito dell'esercito" secondo la legge di censura del marzo 2022.

## Biografia
Daria Kozyreva studiò medicina presso l'Università di San Pietroburgo, ma fu espulsa in seguito dall'università a causa delle sue attività politiche. 
Fu arrestata nel dicembre 2022, a 17 anni, dopo aver scritto le parole "Assassini, l'avete bombardata. Giuda" su un'installazione artistica intitolata "Doppi cuori", intesa a simboleggiare l'amicizia tra San Pietroburgo e Mariupol, come forma di protesta per il bombardamento del teatro di Mariupol. Il tribunale distrettuale di San Pietroburgo alla fine l'ha condannata in quel caso a una multa per danneggiamento e discredito dell'esercito (codice amministrativo articolo 20.3.3), e l'installazione fu smantellata. Precedentemente aveva scritto un post contro Putin in seguito alla mobilitazione parziale: "È possibile che questo vile panopticon, le creature che siedono nella Duma di Stato, le creature che compongono il governo, il presidente bastardo, abbiano perso ogni briciolo di senno parlando di mobilitazione? Hanno mai avuto una coscienza o conosciuto la paura?" ed era stata fermata il 2 agosto 2022 per aver asportato i simboli «Z» e «V» nel Parco «Patriot» a Kronštadt, insieme al fidanzato.
Fece altre diverse proteste contro la guerra russo-ucraina e per questo motivo fu arrestata di nuovo nel febbraio 2024, come aver tentato di strappare un annuncio per il reclutamento. In particolare depose un estratto della poesia Il testamento del poeta ucraino Taras Shevchenko sotto il monumento che lo rappresenta, con dei fiori.
(Taras Shevchenko)
Nel frattempo fu espulsa dalla facoltà di Medicina, che aveva smesso di frequentare allo scoppio della guerra ("mi ero messa in testa di voler salvare le persone e salvarle dalla morte, ma alla fine del mio primo anno non ero più così convinta che la carriera di medico fosse adatta a me. E comunque non mi hanno dato la possibilità di ripensarci"), a causa della condanna.
In seguito fu nuovamente multata per un post critico sui social media del marzo 2022, e a gennaio aveva rilasciato un'intervista a Sever.realii, del network Radio Free Europe/Radio Liberty e su YouTube in cui esprimeva la propria dissidenza, definendosi "una patriota nel vero senso della parola" e dicendo che "nessuno dei colpevoli di questo bagno di sangue o di chi è responsabile del male che sta avvenendo ora potrà sfuggire. Nessun male dura per sempre e ogni notte finisce. E anche questa notte finirà".
Il tribunale distrettuale competente di San Pietroburgo ha interpretato le tre azioni e la definizione "mostruosa e criminale" data alla cosiddetta Operazione Militare Speciale come "ripetuto discredito delle Forze Armate della Federazione Russa", reato introdotto nel marzo 2022 per sanzionare le proteste contro la guerra e punibile solitamente con una pena tra i 2 e i 10 anni di prigione ai sensi della legge di censura (articolo 280.3 del codice penale russo). Kozyreva è stata arrestata a San Pietroburgo e sono tuttora in corso i procedimenti giudiziari. 
Manuela Conrad dell'emittente televisiva tedesca ZDF ha descritto Kozyreva come "probabilmente la più nota giovane attivista pacifista dietro le sbarre" in relazione alle persecuzioni politiche in Russia seguite alla guerra. All'epoca, si stimava che 130 adolescenti e ragazzi fossero stati imprigionati come prigionieri politici nelle carceri russe. In seguito sono stati identificati anche prigionieri di 14 anni. Anche altri media internazionali hanno riportato le azioni delle autorità russe contro Kozyreva. Nel febbraio 2025, Kozyreva è stata rilasciata dalla prigione dopo un anno, con un'"ingiunzione temporanea" e condizioni simili agli arresti domiciliari (divieto di uscire dal suo appartamento la sera o la notte e di usare Internet). Il tribunale ha incaricato la procura di riesaminare il suo caso penale e l'ha sottoposta a valutazione psichiatrica. Mentre era ai domiciliari Amnesty International Italia ha lanciato una campagna per inviarle messaggi di sostegno, secondo la tradizione di inviare lettere ai prigionieri politici utilizzata dalle organizzazioni per i diritti umani dell'ex URSS.
Ad aprile è stata condannata a 2 anni e otto mesi in una colonia penale per aver "diffamato le forze armate", a fronte di una richiesta di sei da parte del procuratore, con il divieto di amministrare siti web per 2 anni e mezzo, e nuovamente arrestata. È stata detenuta nel centro di detenzione preventiva SIZO 5 Arsenalka di San Pietroburgo (come già precedentemente) e poi nel SIZO 3 di Vyborg, in attesa dell'appello. Secondo la legge la detenzione preventiva di un anno dovrebbe essere detratta per un anno e mezzo. Nella sua dichiarazione finale, l’attivista ha citato un'altra poesia di Taras Shevchenko in ucraino ( A Osnov'janenko), ha condannato i tentativi secolari delle autorità russe "della Moscovia" di sottomettere l'Ucraina e ha espresso la speranza che l'Ucraina "riconquisti ogni centimetro del suo territorio, compresi Donbass e Crimea". I motivi della condanna comprendono il post pubblicato online, l'intervista su YouTube e la citazione di Shevchenko lasciata al monumento. In seguito alle dichiarazioni rese in tribunale è stato aperto un altro procedimento amministrativo per discredito dell'esercito, concluso con terza multa, sebbene sia tecnicamente illegale perseguire un imputato per la sua dichiarazione finale in tribunale.
Il suo caso è seguito da Amnesty International, che l'ha designata prigioniera di coscienza.